# Chaerophyllum hirsutum
Il cerfoglio selvatico (Chaerophyllum hirsutum L., 1753) è una pianta della famiglia delle Apiacee, diffusa in Europa.

## Descrizione
È una pianta erbacea emicriptofita scaposa alta da 40 a 120 cm, con fusto eretto, ramificato, più o meno ricoperto di peli.

Le foglie sono glabre o con radi peli, picciolate, pennatosette, a lobi irregolari.

L'infiorescenza è una ombrella a 8-12(20) raggi con fiori da bianchi a rosa.

Il frutto è una capsula bruna, di 6–12 mm, affusolata.

## Distribuzione e habitat
Il tipo corologico è orofita sud europeo.

È diffusa dalla penisola iberica al Caucaso. In Italia è presente in quasi tutte le regioni, con l'eccezione di Puglia, Sicilia e Sardegna.
Predilige gli ambienti umidi, dal livello del mare sino a 2400 m di altitudine.

## Tassonomia
Sono note le seguenti sottospecie:
- Chaerophyllum hirsutum subsp. hirsutum
- Chaerophyllum hirsutum subsp. magellense (Ten.) Pignatti

Varietà:
- C. hirsutum subsp. hirsutum var. calabrìcum (Guss.) Paoletti[2]